# 富士岡駅
富士岡駅（ふじおかえき）は、静岡県御殿場市中山にある、東海旅客鉄道（JR東海）御殿場線の駅である。駅番号はCB12。

## 概要
御殿場市南部の富士岡地区に位置する駅。かつては富士岡村内唯一の鉄道駅であった。
御殿場線がまだ東海道本線の一部であった1911年（明治44年）5月に開設された富士岡信号所（信号場）が当駅の前身である。戦時中の1944年（昭和19年）8月に信号場から駅に変更され、旅客営業を開始した。営業開始当初は軍関係者のみ利用可能であり、駅から南へ1kmほど行った場所にある陸軍重砲兵学校富士分教場へ通勤・通学する定期乗車券所持者や軍人・軍属専用の駅であった。しかし軍関係者専用駅だった期間は約2ヶ月間と短く、1944年（昭和19年）11月には一般客の利用も可能になった。

## 歴史
- 1911年（明治44年）5月1日：国有鉄道東海道本線の富士岡信号所として、御殿場 - 佐野間に開業[1]。
- 1922年（大正11年）4月1日：富士岡信号場に改称[1]。
- 1934年（昭和9年）12月1日：熱海 - 沼津間開通に伴い、東海道本線国府津 - 富士岡 - 沼津間は御殿場線に改称[2]。
- 1943年（昭和18年）7月11日：御殿場線単線化。付近は1891年（明治24年）に複線化されていた。
- 1944年（昭和19年）
  - 8月1日：富士岡駅に昇格、旅客営業開始[1]。当時は日本軍関係者のみ利用可能[1]。
  - 11月10日：一般客の取り扱いを開始[1]。
- 1946年（昭和21年）3月5日：荷物の取扱いを開始[1]。
- 1968年（昭和43年）7月1日：御殿場線御殿場 - 沼津間電化に伴い、構内を電化。駅のスイッチバックを廃止。
- 1971年（昭和46年）2月1日：荷物の取扱いを廃止[1]。
- 1987年（昭和62年）4月1日：国鉄分割民営化に伴い、東海旅客鉄道（JR東海）の駅となる。
- 1989年（平成元年）10月31日：行き違い設備設置[3][4]。
- 2010年（平成22年）3月13日：ICカード「TOICA」の利用が可能となる[5]。

## 駅構造
島式ホーム1面2線を持つ地上駅。ホームの東側が下り列車が使用する1番線、ホームの西側が上り列車が使用する2番線である。
駅舎は駅構内東側にあり、1番線を跨ぐ跨線橋でホーム北端と繋がっている。駅舎内にはJR全線きっぷうりばが設置されている。
かつてはスイッチバック式の駅で、御殿場線の単線化後は本線と着発線1線、それに着発線に設けられた単式ホーム1面という構造になっていた。1968年（昭和43年）の電化を期に、勾配上にホームが移設されスイッチバックは廃止された。この時新設された単式ホームは駅舎の北側にあり、1989年（平成元年）に新設された現在の島式ホームとは異なる。
当駅は業務委託駅であるため、東海交通事業の係員が駅業務を行っている。ただし、夜間は係員が配置されない無人駅となる。また、管理駅である御殿場駅が当駅を管理している。

### のりば
| 番線 | 路線        | 方向 | 行先               |
| ---- | ----------- | ---- | ------------------ |
| 1    | CB 御殿場線 | 下り | 沼津方面           |
| 2    | CB 御殿場線 | 上り | 御殿場・国府津方面 |

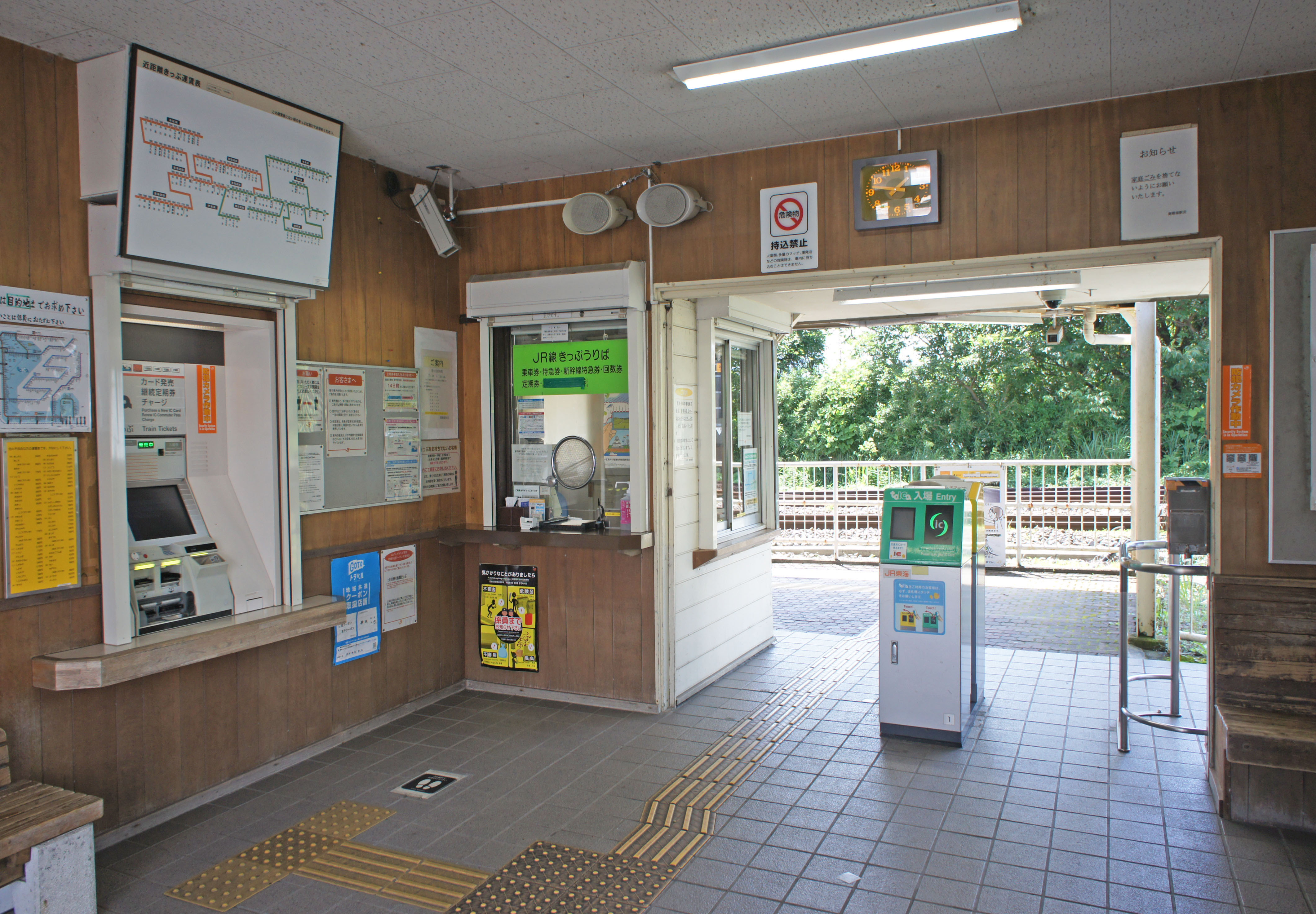
改札口（2022年6月）
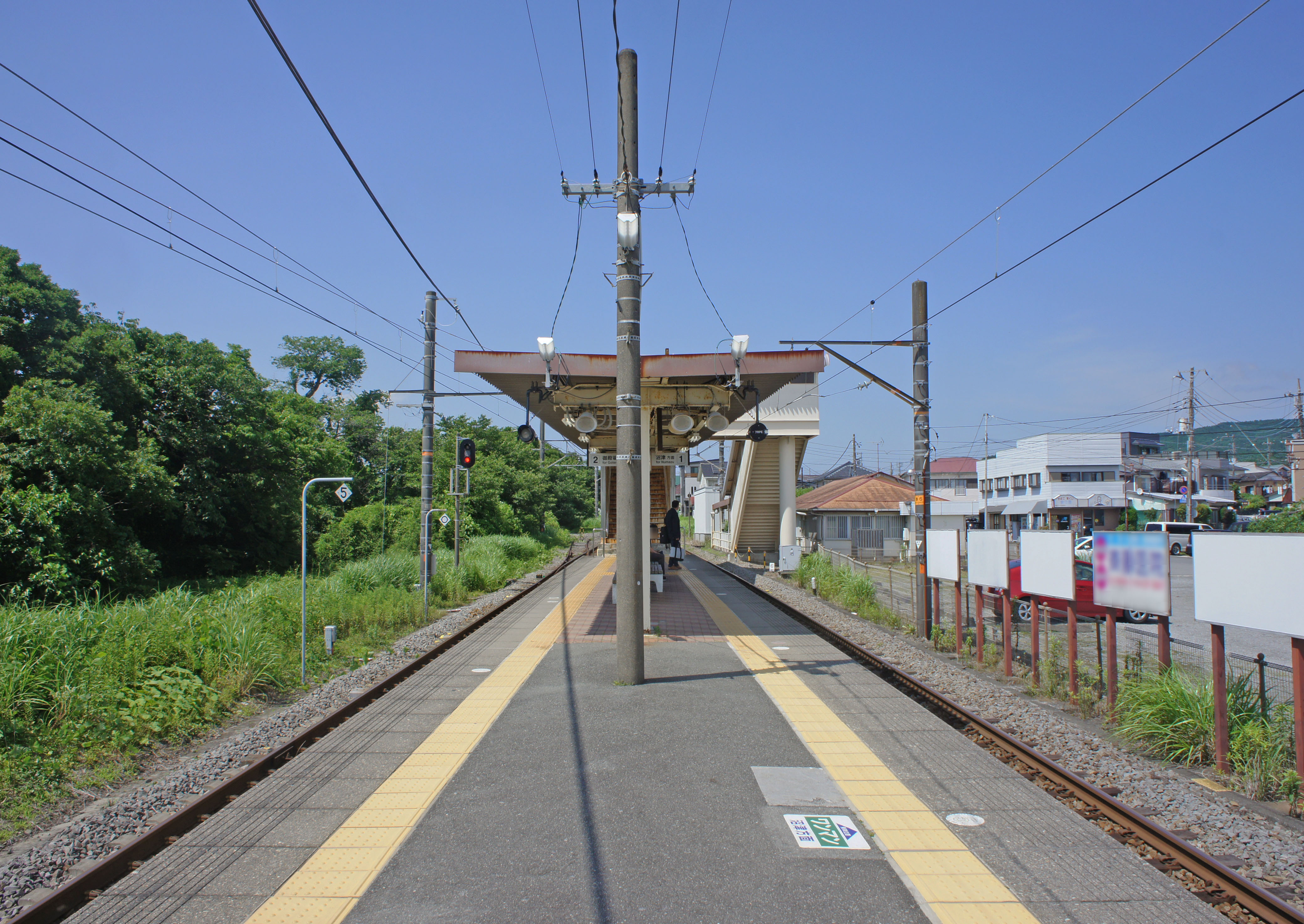
ホーム（2022年6月）

## 利用状況
「静岡県統計年鑑」によると、2021年度（令和3年度）の1日平均乗車人員は920人である。
「御殿場市統計書」「静岡県統計年鑑」によると、1993年度（平成5年度）以降の推移は以下のとおりである。
| 乗車人員推移       | 乗車人員推移     | 乗車人員推移               |
| 年度               | 1日平均 乗車人員 | 出典                       |
| ------------------ | ---------------- | -------------------------- |
| 1993年（平成05年） | 1,130            | [ 静岡県 2 ]               |
| 1994年（平成06年） | 1,070            | [ 静岡県 3 ]               |
| 1995年（平成07年） | 1,046            | [ 静岡県 4 ]               |
| 1996年（平成08年） | 1,035            | [ 静岡県 5 ]               |
| 1997年（平成09年） | 971              | [ 御殿場 1 ] [ 静岡県 6 ]  |
| 1998年（平成10年） | 934              | [ 御殿場 1 ] [ 静岡県 7 ]  |
| 1999年（平成11年） | 866              | [ 御殿場 1 ] [ 静岡県 8 ]  |
| 2000年（平成12年） | 870              | [ 御殿場 1 ] [ 静岡県 9 ]  |
| 2001年（平成13年） | 826              | [ 御殿場 1 ] [ 静岡県 10 ] |
| 2002年（平成14年） | 815              | [ 静岡県 11 ]              |
| 2003年（平成15年） | 803              | [ 静岡県 12 ]              |
| 2004年（平成16年） | 835              | [ 静岡県 13 ]              |
| 2005年（平成17年） | 854              | [ 御殿場 2 ] [ 静岡県 14 ] |
| 2006年（平成18年） | 833              | [ 御殿場 2 ] [ 静岡県 15 ] |
| 2007年（平成19年） | 873              | [ 御殿場 2 ] [ 静岡県 16 ] |
| 2008年（平成20年） | 922              | [ 御殿場 2 ] [ 静岡県 17 ] |
| 2009年（平成21年） | 930              | [ 御殿場 2 ] [ 静岡県 18 ] |
| 2010年（平成22年） | 899              | [ 御殿場 3 ] [ 静岡県 19 ] |
| 2011年（平成23年） | 892              | [ 御殿場 3 ] [ 静岡県 20 ] |
| 2012年（平成24年） | 916              | [ 御殿場 3 ] [ 静岡県 21 ] |
| 2013年（平成25年） | 947              | [ 御殿場 3 ] [ 静岡県 22 ] |
| 2014年（平成26年） | 958              | [ 御殿場 3 ] [ 静岡県 23 ] |
| 2015年（平成27年） | 1,000            | [ 御殿場 4 ] [ 静岡県 24 ] |
| 2016年（平成28年） | 1,030            | [ 御殿場 4 ] [ 静岡県 25 ] |
| 2017年（平成29年） | 1,071            | [ 御殿場 4 ] [ 静岡県 26 ] |
| 2018年（平成30年） | 1,097            | [ 御殿場 4 ] [ 静岡県 27 ] |
| 2019年（令和元年） | 1,120            | [ 御殿場 4 ] [ 静岡県 28 ] |
| 2020年（令和02年） | 933              | [ 御殿場 5 ] [ 静岡県 29 ] |
| 2021年（令和03年） | 920              | [ 静岡県 1 ]               |

## 駅周辺
- 東名高速道路・新東名高速道路御殿場JCT
- 駒門パーキングエリア・スマートIC
- 御殿場市役所富士岡支所
- 御殿場市立富士岡小学校
- 御殿場市立富士岡中学校
- 御殿場富士岡郵便局
- 御殿場農業協同組合富士岡支店
- マックスバリュ御殿場富士岡店
- 御殿場高原時之栖
- 住電装プラテック本社
- 駒門工業団地
  - 日立Astemo御殿場第二工場
  - 中外医科学研究所本社（中外製薬グループ）
  - 芝浦機械御殿場工場
  - 四国化工機御殿場食品工場
  - リコー御殿場工場
- 陸上自衛隊東富士演習場・駒門駐屯地（旧・陸軍重砲兵学校富士分教場）
- 駒門風穴
- 国道246号
- 静岡県道155号滝ケ原富士岡線
- 静岡県道394号沼津小山線

## バス路線
駅前通りを突き当たりまで進んだところに、「富士岡」停留所がある。
- 富士急モビリティ・富士急シティバス
  - 御殿場駅
  - 三島駅
- 富士急モビリティ
  - 特別支援学校前 ※平日のみ運行

## 隣の駅
東海旅客鉄道（JR東海）
CB 御殿場線
南御殿場駅 (CB11) - 富士岡駅 (CB12) - 岩波駅 (CB13)

### 記事本文